# Gare de Génolhac
La gare de Génolhac est une gare ferroviaire française de la ligne de Saint-Germain-des-Fossés à Nîmes-Courbessac (également appelée Ligne des Cévennes), située sur le territoire de la commune de Génolhac, dans le département du Gard en région Occitanie.
Elle est mise en service en 1867 par la Compagnie des chemins de fer de Paris à Lyon et à la Méditerranée (PLM). C'est une gare de la Société nationale des chemins de fer français (SNCF), desservie des trains TER Occitanie.

## Situation ferroviaire
Établie à 471 mètres d'altitude, la gare de Génolhac est située au point kilométrique (PK) 639,759 de la ligne de Saint-Germain-des-Fossés à Nîmes-Courbessac entre les gares ouvertes de Villefort et de Chamborigaud.

## Histoire
La gare de Génolhac est mise en service par la Compagnie des chemins de fer de Paris à Lyon et à la Méditerranée (PLM) lorsqu'elle ouvre à tous trafic le 12 août 1867 la section de Villefort à Chamborigaud de sa ligne de Clermont-Ferrand à Nîmes.
Elle figure dans la nomenclature 1911 des gares, stations et haltes, de la Compagnie des chemins de fer de Paris à Lyon et à la Méditerranée, c'est une gare dénommée Génolhac. Elle porte le no 9 de la ligne de Moret-Les-Sablons à Nîmes (9e section). Elle dispose du service complet de la grande vitesse (GV), « à l'exclusion des chevaux chargés dans des wagons-écuries s'ouvrant en bout et des voitures à 4 roues, à deux fonds et à deux banquettes dans l'intérieur, omnibus, diligences, etc. » et du service complet de la petite vitesse (PV) avec la même limitation.

## Fréquentation
Selon les estimations de la SNCF, la fréquentation annuelle de la gare figure dans le tableau ci-dessous.
| Année               | 2015   | 2016   | 2017   | 2018   | 2019   | 2020   | 2021   | 2022   | 2023   |
| ------------------- | ------ | ------ | ------ | ------ | ------ | ------ | ------ | ------ | ------ |
| Nombre de voyageurs | 26 947 | 30 160 | 28 878 | 26 077 | 25 944 | 19 329 | 23 565 | 31 793 | 42 768 |

## Service des voyageurs

### Accueil
Gare SNCF, elle dispose d'un bâtiment voyageurs, avec guichet, ouvert tous les jours.

### Desserte
Génolhac est desservie par des trains TER Occitanie, qui effectuent des missions entre les gares : de Clermont-Ferrand et de Nîmes ou de Montpellier-Saint-Roch ; de Mende et de Nîmes.

### Intermodalité
Un parking pour les véhicules est aménagé.